# Waryn z Palestriny
Waryn z Palestriny, również: Gwaryn, Geryn, wł. Guarino (ur. między 1080 a 1085 w Bolonii, zm. 6 lutego 1158 w Palestrinie) — włoski duchowny, biskup Palestriny i święty Kościoła katolickiego.
Początkowo był kanonikiem kapituł katedralnej w Bolonii, jednak w 1104 przystąpił do wspólnoty kanoników regularnych S. Croce di Mortara w Pawii. Po kilku latach przeniósł się do kongregacji kanoników S. Frediano w Lukce, jednak rychło powrócił do swojej macierzystej wspólnoty. W 1132 wybrano go na biskupa Pawii ale odmówił. W grudniu 1144 Lucjusz II (być może jego krewny) mianował go kardynałem-biskupem Palestriny. Nominację tę przyjął niechętnie i dwukrotnie próbował zrezygnować z godności kardynalskiej, za każdym razem jednak spotykał się z odmową papieża Eugeniusza III. Uczestniczył w papieskiej elekcji 1145, 1153 i 1154. Sprawując urząd kardynała-biskupa był całkowicie pochłonięty sprawami swojej diecezji, trzymając się z dala od polityki; z tego też względu rzadko sygnował bulle papieskie.
Waryn zmarł mając ok. 72 lata w opinii świętości. Jego kult zatwierdził prawdopodobnie Aleksander III, ale nie zachował się żaden dokument, który by to potwierdzał.
Jego wspomnienie liturgiczne obchodzone jest w dzienną pamiątkę śmierci lub 7 lutego.